# Giommaria Uggias

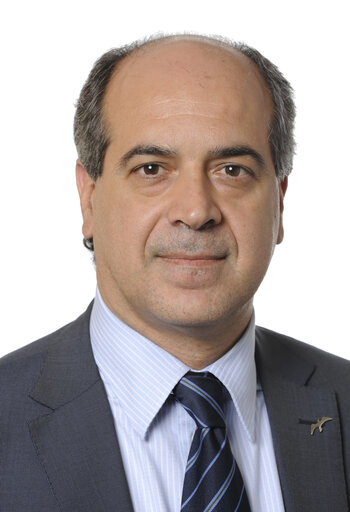
Giommaria Uggias

Giommaria Uggias (* 29. März 1961 in Villanova Monteleone, Sardinien) ist ein italienischer Rechtsanwalt und Politiker (PPI, Margherita, IdV). Er war von 2009 bis 2014 Mitglied des Europäischen Parlaments.

## Leben und politische Karriere
Uggias absolvierte ein Jurastudium an der Universität Sassari und ist seither als Rechtsanwalt tätig. Er vertrat unter anderem den Fotoreporter Antonello Zappadu, der verklagt wurde, nachdem er zahlreiche Bilder des Ministerpräsidenten Silvio Berlusconi und seiner Gäste in der Villa Certosa bei Olbia aufgenommen und veröffentlicht hatte.
Als Mitglied der christdemokratischen Partito Popolare Italiano (PPI) war er von 1995 bis 1997 Bürgermeister von Olbia. Im Jahr 2000 wurde er in den Rat der Provinz Sassari. Nachdem die PPI in der Mitte-links-Partei La Margherita aufgegangen war, gehörte Uggias von 2005 bis 2009 dem Regionalrat von Sardinien an.
Im Vorfeld der Europawahl 2009 trat Uggias zur Anti-Korruptions-Partei Italia dei Valori über und wurde als Vertreter des Wahlkreises der italienischen Inseln in das Europäische Parlament gewählt. Von den ursprünglich gewählten Abgeordneten des Wahlkreises Insulare war er der einzige Sarde, die anderen gewählten Abgeordneten kamen alle von der Insel Sizilien. In der Legislaturperiode bis 2014 saß Uggias in der liberalen ALDE-Fraktion. Er war Mitglied im Ausschuss für Verkehr und Fremdenverkehr und Delegierter für die Beziehungen zu Japan.